# The Only Ones (album)
The Only Ones è il primo ed eponimo album in studio del gruppo rock britannico The Only Ones, pubblicato nel 1978.

## Tracce
1. The Whole of the Law – 2:38
2. Another Girl, Another Planet – 3:02
3. Breaking Down – 4:52
4. City of Fun – 3:32
5. The Beast – 5:47
6. Creature of Doom – 2:35
7. It's the Truth – 2:07
8. Language Problem – 2:28
9. No Peace for the Wicked – 2:51
10. The Immortal Story – 3:57

## Formazione
- Mike Kellie — batteria
- Alan Mair — basso
- Peter Perrett — voce, chitarra, tastiere
- John Perry — chitarra, tastiere
- Mick Gallagher, Gordon Edwards — tastiere
- Raphael & Friends — corni
- Koulla Kakoulli — cori